# Peniocereus serpentinus
Peniocereus serpentinus är en kaktusväxtart som först beskrevs av Mariano Lagasca y Segura och José Demetrio Rodríguez, och fick sitt nu gällande namn av Nigel Paul Taylor. Peniocereus serpentinus ingår i släktet Peniocereus och familjen kaktusväxter. Inga underarter finns listade i Catalogue of Life.